# Gulls de San Diego (LIH)
Pour les articles homonymes, voir Gulls de San Diego (homonymie).
Les Gulls de San Diego sont une franchise de hockey sur glace ayant joué dans la Ligue internationale de hockey basé à San Diego, situé dans l'État de Californie aux États-Unis.

## Histoire
Les Gulls font leurs débuts en 1990 dans la Ligue internationale de hockey. Ils connaissent leur meilleure saison en 1992-1993 avec une fiche de 62 victoires, 12 défaites et 8 défaites en bris d'égalité pour une récolte de 132 points et finissent au premier rang de la ligue, mettant du coup la main sur le trophée Fred-A.-Huber remis à ce chapitre. Cette année-là, ils atteignent la finale de la Coupe Turner mais se font battre 4 matchs à 0 par les Komets de Fort Wayne. Après avoir joué cinq saisons, l'équipe est relocalisée à Los Angeles en 1995 et deviennent les Ice Dogs de Los Angeles.

## Personnalités

### Entraîneurs
L'équipe a connu cinq entraîneurs différents au cours des cinq saisons jouées à San Diego : Mike O'Connell (1990-1991), Don Waddell (1991-1992), Rick Dudley (1992-1993), Harold Snepsts (1993-1994) puis Walt Kyle (1994-1995).

## Statistiques
| Saison    | PJ | V  | D  | DP | DTB | BP  | BC  | Pts | Classement                   | Séries éliminatoires                                                      |
| --------- | -- | -- | -- | -- | --- | --- | --- | --- | ---------------------------- | ------------------------------------------------------------------------- |
| 1990-1991 | 83 | 30 | 45 | 8  | -   | 273 | 362 | 68  | 5e de la division Ouest      | Non qualifiés                                                             |
| 1991-1992 | 82 | 45 | 28 | 2  | 7   | 340 | 298 | 99  | 3e de la division Ouest      | 0-4 Rivermen de Peoria                                                    |
| 1992-1993 | 82 | 62 | 12 | 1  | 7   | 381 | 229 | 132 | 1re de la division Pacifique | 4-0 Rivermen de Peoria 4-2 Blades de Kansas City 0-4 Komets de Fort Wayne |
| 1993-1994 | 81 | 42 | 28 | 11 | -   | 311 | 302 | 95  | 2e de la division Pacifique  | 4-1 Thunder de Las Vegas 0-4 Knights d'Atlanta                            |
| 1994-1995 | 81 | 37 | 36 | 8  | -   | 268 | 301 | 82  | 4e de la division Sud-Ouest  | 2-3 Admirals de Milwaukee                                                 |